# Daviess County, Indiana
Daviess County är ett county i delstaten Indiana, USA. År 2010 hade countyt 31 648 invånare. Den administrativa huvudorten (county seat) är Washington.

## Geografi
Enligt United States Census Bureau har countyt en total area på 1 131 km². 1 115 km² av den arean är land och 16 km² är vatten.

### Angränsande countyn
- Greene County - nord
- Martin County - öst
- Dubois County - sydost
- Pike County - sydväst
- Knox County - väst

### Orter
- Odon